# Melanecta
Melanecta è un genere estinto di pesci ossei appartenente agli attinotterigi, vissuto nel Carbonifero inferiore (Namuriano) e i cui resti fossili sono stati ritrovati in Scozia. L'unica specie nota è Melanecta anneae.

## Descrizione
Melanecta mostra una combinazione di caratteristiche considerate primitive tra gli attinotterigi del Paleozoico. Il corpo era ricoperto da una superficie micromerica, con scaglie molto piccole, e possedeva una testa relativamente grande rispetto al corpo. La bocca era ampia e dotata di un’apertura estesa, mentre le pinne pettorali presentavano una base ampia. I fulcri marginali erano limitati al margine anteriore esteso delle pinne pettorali.
Uno degli aspetti più significativi di Melanecta è la presenza di otoliti ben conservati, che offrono informazioni sullo sviluppo uditivo nei primi attinotterigi. La struttura degli otoliti include una piccola sagitta e un grande asteriscus, contenuti in una singola camera otica, indicativa della condizione primitiva del gruppo.
Melanecta presenta somiglianze con forme devoniane come Howqualepis e Mimipiscis per la struttura generale del cranio e la disposizione delle pinne. Tuttavia, a differenza di molti altri attinotterigi paleozoici, le sue scaglie piccole e la struttura degli otoliti indicano un possibile adattamento evolutivo distinto.
Il confronto degli otoliti di Melanecta con quelli del genere vivente Erpetoichthys (un politteriforme) suggeriscono che la condizione primitiva degli otoliti tra gli attinotterigi potrebbe includere una composizione parzialmente vateritica.

## Classificazione
Melanecta anneae venne descritto per la prima volta da Coates nel 1998, sulla base di resti fossili ritrovati nella Formazione di Manse Burn nei pressi di Bearsden, Glasgow, in Scozia. I fossili risalgono al Namuriano basale del Carbonifero (circa 326 milioni di anni fa). Questo sito è noto per la presenza di numerosi fossili eccezionalmente conservati, che hanno fornito importanti dati anatomici sugli attinopterigi primitivi.
Non sono chiare le affinità di Melanecta, in particolare rispetto agli altri attinotterigi arcaici. Alcune caratteristiche richiamano le forme devoniane come Howqualepis e Mimipiscis, altre invece sono del tutto distinte.